# Provincia Córdoba (Spania)
- Articolul se referă la regiunea Córdoba din Spania. Pentru orice alte sensuri, vedeți Córdoba (dezambiguizare).

Provincia Córdoba este o provincie în Andaluzia, sudul Spaniei. Capitala este Córdoba.

Diviziunile Provinciei Cordoba